# Pirkko Työläjärvi
Pirkko Annikki Työläjärvi, född 8 september 1938 i Jämsä, är en finländsk politiker och ämbetsman.
Työläjärvi blev ekonomie magister 1972 och var 1972–1985 ledamot av Finlands riksdag, där hon blev första vicetalman 1983. Hon valdes 1975 till vice ordförande i socialdemokraterna och var andra social- och hälsovårdsminister 1975–1976, social- och hälsovårdsminister 1977–1979, andra finansminister 1979–1981 samt handels- och industriminister 1981–1982. Hon var därefter landshövding i Åbo och Björneborgs län 1985–1997. Hon blev ekonomie hedersdoktor 1990.

## Utmärkelser
- Storofficer av Italienska republikens förtjänstorden,  14 september 1993[3]
- Vita stjärnans orden, andra klass,  16 maj 1995
- Kommendör av Nordstjärneorden[4]
- Kommendörstecknet av Finlands Lejons orden[4]
- Kommendörstecknet av Finlands Vita Ros’ orden[4]

[Redigera Wikidata]